# ヒビヌイ山脈

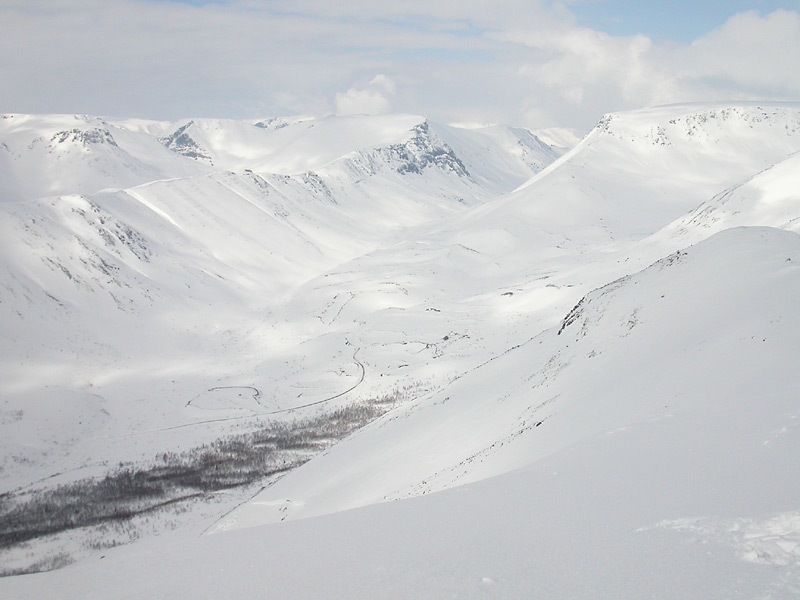
冬のヒビヌイ山脈

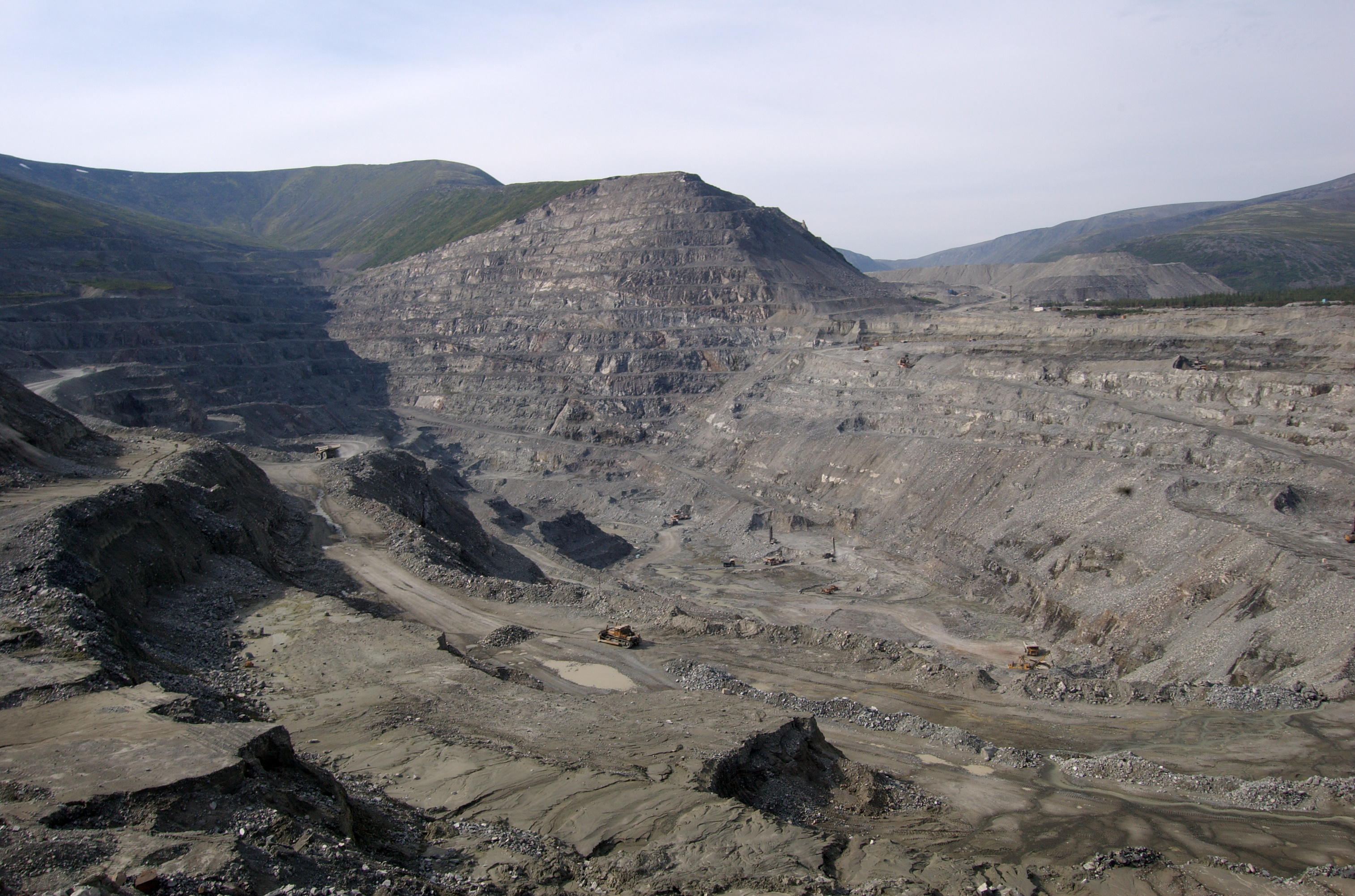
ヒビヌイ山脈の露天掘り鉱山

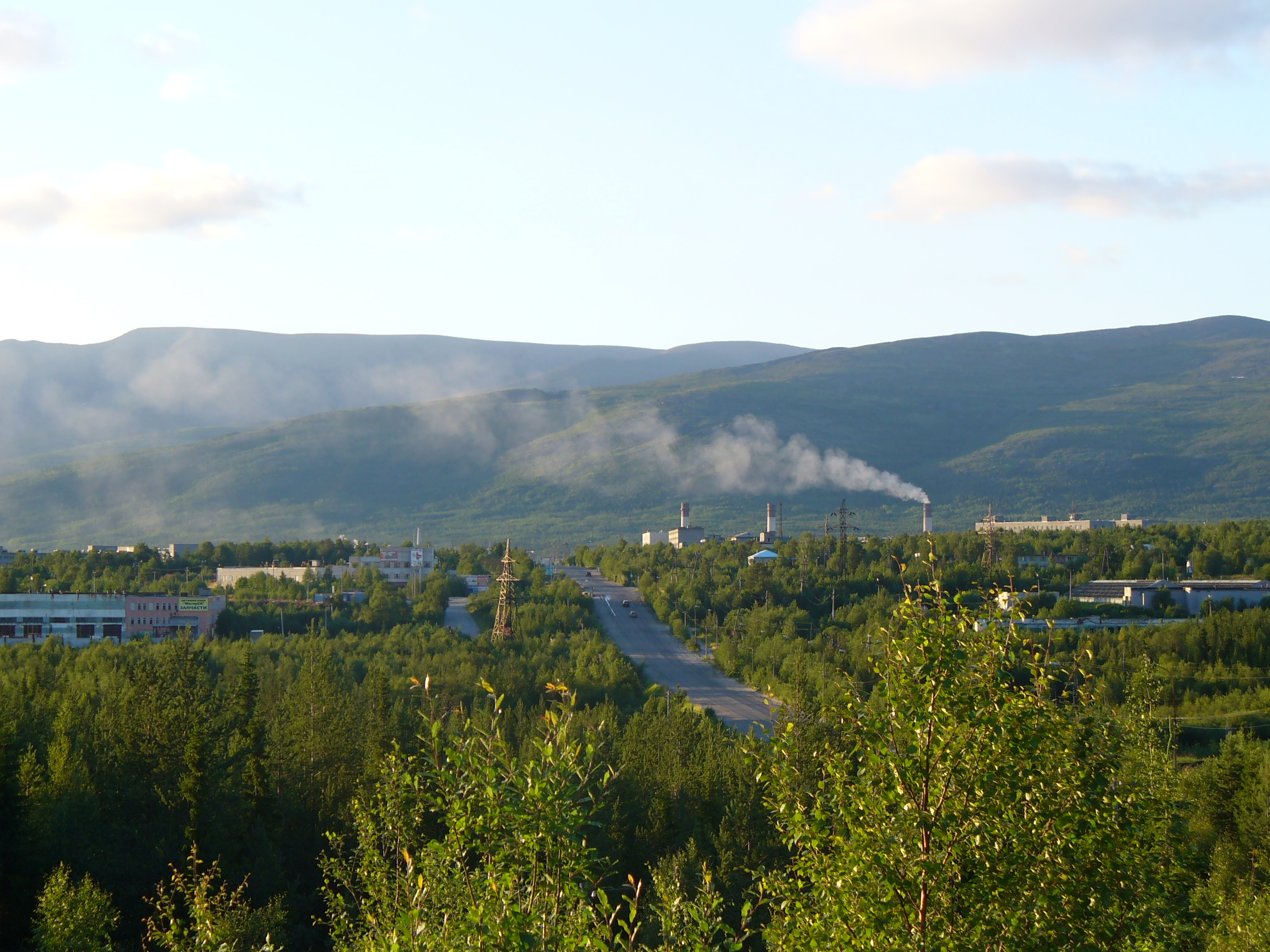
ヒビヌイ山脈とふもとの鉱工業都市アパチートゥイ

ヒビヌイ山脈（ヒビーヌィ山脈、ヒビン山脈、ヒビンスキー山脈、ロシア語: Хибины、キルディン・サーミ語: Умптек）はロシア領のコラ半島にある山地。ヒビヌイ・ツンドラ（Khibinsky tundras）とも。コラ半島には二つの山脈があるが、一つはロヴォゼロ山脈（Lovozero）で、もう一つがヒビヌイ山脈である。両山脈とも、植生はほぼツンドラである。
山地は約1,300平方キロメートルの広さで、コラ半島の北極圏より北、中部から西部にかけてオーバル型に広がっている。ヒビヌイ山脈の東端から5キロメートル先からはロヴォゼロ山脈が始まっている。
ヒビヌイ山脈の周囲の平地からの高さは900メートルから1,000メートルとあまり高くない。最高峰ユドゥチヴムチョール山（Юдычвумчорр, Yudychvumchorr）は標高1,191メートルになる。山地の頂上部は台地状だが、斜面は険しく、険しい峡谷が山頂から斜面に刻まれている。氷河、氷原、雪原などもある。
沖合を流れるメキシコ湾流の影響で、冬は穏やかになる。冬季の平均気温はマイナス5度ほどであるが、夜などはマイナス30度以下に低下することもある。
山脈の地震活動は活発である。また、氷期の氷河活動で土壌が削り取られた山脈からは様々な鉱物がとれる。主なものは燐灰石（アパタイト）と霞石（ネフェリン）であるが、他にも希少な鉱物なども多く、各地の鉱物マーケットに出回っている。
山脈の東にはイマンドラ湖、西にはウムボゼロ湖がある。またイマンドラ湖近くの山脈のふもとにはキロフスクやアパチートゥイなどの鉱工業都市がある。